# Manganit
Manganit, auch als Braunmanganerz, Glanzmanganerz oder kurz Braunstein bekannt (nicht zu verwechseln mit der Mineralgruppe der Braunsteine), ist ein häufig vorkommendes Mineral aus der Mineralklasse der „Oxide und Hydroxide“. Es kristallisiert im monoklinen Kristallsystem mit der chemischen Zusammensetzung γ-MnO(OH), besteht also zu gleichen Teilen aus Mangan in der kubisch-flächenzentrierten Modifikation, Sauerstoff und Hydroxidionen (OH).
Manganit entwickelt meist prismatische und entlang der c-Achse gestreifte Kristalle und knie- oder kreuzförmige Kristallzwillinge, aber auch nadelige und körnige bis massige Mineral-Aggregate bzw. Konkretionen. Auch Pseudomorphosen nach Calcit sind bekannt.
Manganit ist üblicherweise undurchsichtig und von grauschwarzer bis schwarzer Farbe bei rotbrauner bis schwarzer Strichfarbe. In dünnsten Schichten und Splittern kann er allerdings rötlich durchscheinend sein. Auf sichtbaren Kristallflächen zeigt sich starker, gelegentlich auch bunt irisierender Metallglanz, Bruchflächen und massige Aggregate sind dagegen matt.

## Etymologie und Geschichte
Erstmals entdeckt wurde Manganit in Ilfeld im Landkreis Nordhausen (Thüringen) im Südharz und beschrieben 1827 durch Wilhelm Ritter von Haidinger, der das Mineral in Anlehnung an seinen Mangangehalt benannte.

## Klassifikation
In der veralteten 8. Auflage der Mineralsystematik nach Strunz gehörte der Manganit zur Mineralklasse der „Oxide und Hydroxide“ und dort zur Abteilung „Hydroxide“, wo er gemeinsam mit Feitknechtit im Anhang zur „Diaspor-Reihe“ mit der Systemnummer IV/F.04a und den Hauptmitgliedern Bracewellit, Diaspor, Goethit, Groutit, Montroseit und Paramontroseit steht.
In der zuletzt 2018 überarbeiteten Lapis-Systematik nach Stefan Weiß, die formal auf der alten Systematik von Karl Hugo Strunz in der 8. Auflage basiert, erhielt das Mineral die System- und Mineralnummer IV/F.06-070. Dies entspricht der Klasse der „Oxide und Hydroxide“ und dort der Abteilung „Hydroxide und oxidische Hydrate (wasserhaltige Oxide mit Schichtstruktur)“, wo Manganit zusammen mit Akaganeit, Böhmit, Diaspor, Feitknechtit, Feroxyhyt, Goethit, Groutit, Lepidokrokit, Schwertmannit und Tsumgallit eine unbenannte Gruppe mit der Systemnummer IV/F.06 bildet.
Die von der International Mineralogical Association (IMA) zuletzt 2009 aktualisierte 9. Auflage der Strunz’schen Mineralsystematik ordnet den Manganit in die Klasse der „Oxide (Hydroxide, V[5,6]-Vanadate, Arsenite, Antimonite, Bismutite, Sulfite, Selenite, Tellurite, Iodate)“ und dort in die Abteilung „Hydroxide (ohne V oder U)“ ein. Hier ist das Mineral in der Unterabteilung „Hydroxide mit OH, ohne H2O; Ketten aus kantenverknüpften Oktaedern“ zu finden, wo es als einziges Mitglied eine unbenannte Gruppe mit der Systemnummer 4.FD.15 bildet.
In der vorwiegend im englischen Sprachraum gebräuchlichen Systematik der Minerale nach Dana hat Manganit die System- und Mineralnummer 06.01.03.01. Das entspricht der Klasse der „Oxide und Hydroxide“ und dort der Abteilung „Hydroxide und hydroxyhaltige Oxide“. Hier findet er sich innerhalb der Unterabteilung „Hydroxide und hydroxyhaltige Oxide mit der Formel: X3+OOH“ als einziges Mitglied in einer unbenannten Gruppe mit der Systemnummer 06.01.03.

## Kristallstruktur
Manganit kristallisiert monoklin in der Raumgruppe P21/c (Raumgruppen-Nr. 14) mit den Gitterparametern a = 5,304(1) Å; b = 5,277(1) Å; c = 5,304(1) Å und β = 114,38(2)° sowie 4 Formeleinheiten pro Elementarzelle.

## Eigenschaften

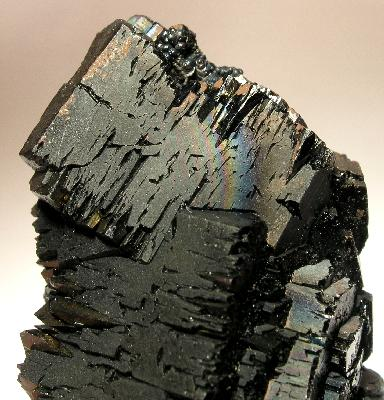
„Würfeliger“ Manganit mit starker Streifung und irisierendem Glanz aus Atikokan, Hutchinson, Ontario, Kanada

Das im Manganit enthaltene Kristallwasser entweicht erst bei über 200 °C. In konzentrierter Salzsäure löst sich das Mineral auf, wobei Chlor abscheidet. Vor dem Lötrohr zeigt sich in der Boraxperle die Manganreaktion.
Mit der Zeit geht Manganit durch Verwitterung in Pyrolusit über, wobei die sowieso schon oft vorhandene Streifung immer löchriger wird.

## Modifikationen und Varietäten
Die Verbindung γ-MnO(OH) ist trimorph und kommt in der Natur neben dem monoklinen Manganit noch als trigonal kristallisierender Feitknechtit und als orthorhombisch kristallisierender Groutit vor.

## Bildung und Fundorte

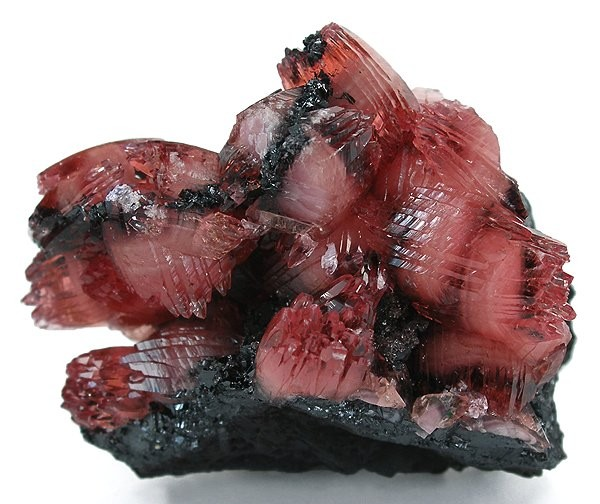
Mit Rhodochrosit verwachsener Manganit aus der N'Chwaning Mines bei Kuruman in der südafrikanischen Kalahari.

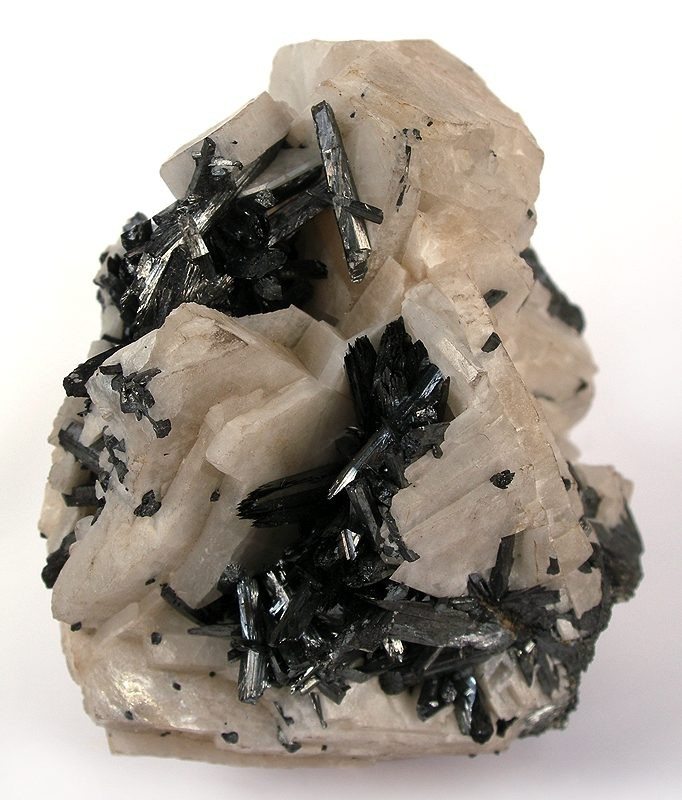
Prismatischer Manganit auf Baryt aus Ilfeld, Nordhausen, Harz

Manganit bildet sich durch hydrothermale Abscheidung bei relativ niedriger Temperatur (zwischen 200 und 100 °C), aber auch sekundär in manganhaltigen Erz-Gängen. Selten entsteht er auch durch sedimentäre Ablagerung oder metamorphe Umwandlung in manganreichen Gesteinen. Begleitminerale sind unter anderen Braunit, Baryt, Calcit, Goethit, Hausmannit, Pyrolusit und Siderit.
Weltweit konnte Manganit bisher (Stand: 2011) an rund 650 Fundorten nachgewiesen werden. Bekannt ist vor allem seine Typlokalität Ilfeld und weitere Fundorte im Harz durch Drusenfunde mit bis zu 4 cm großen Kristallen. Daneben konnte das Mineral in Thüringen noch bei Kamsdorf und Langewiesen sowie an mehreren Orten im Schwarzwald in Baden-Württemberg; bei Lichtenberg und Hartkoppe (Sailauf) in Bayern, im Landkreis Gießen, bei Steeden, Ober-Rosbach und Wetzlar in Hessen; Peine in Niedersachsen; Sauerland und Siegerland in Nordrhein-Westfalen; in mehreren Regionen von Rheinland-Pfalz; bei Wadern im Saarland; Mansfeld in Sachsen-Anhalt und bei Schneeberg in Sachsen gefunden werden.
In Österreich trat Manganit vor allem in mehreren Regionen von Kärnten, der Steiermark und Oberösterreich sowie bei Baunzen in der niederösterreichischen Gemeinde Purkersdorf auf. In der Schweiz wurde das Mineral in den Gemeinden Tinizong-Rona und Ausserferrera im Kanton Graubünden, in Thayngen in Schaffhausen und in Turtmann im Wallis gefunden.
Weitere Fundorte sind Ägypten, Argentinien, Australien, Belgien, Brasilien, Bulgarien, Chile, China, Finnland, Frankreich, Gabun, Georgien, Ghana, Griechenland, Indien, Iran, Irland, Italien, Japan, Kanada, Kuba, Madagaskar, Marokko, Mexiko, Namibia, Neukaledonien, Neuseeland, Norwegen, Pakistan, Polen, Portugal, Ruanda, Rumänien, Russland, Schweden, Slowakei, Spanien, Südafrika, Südkorea, Tschechien, Türkei, Ukraine, Ungarn, Usbekistan, das Vereinigte Königreich (Großbritannien) und die Vereinigten Staaten von Amerika (USA).

## Verwendung
Manganit ist mit einem Mangangehalt von bis zu 62,5 % ein wichtiges Manganerz.